# Juri Yokoyama
Juri Yokoyama, född 9 mars 1955 i Kitakyūshū, är en japansk före detta volleybollspelare.
Yokoyama blev olympisk guldmedaljör i volleyboll vid sommarspelen 1976 i Montreal.